# Saint-Marcel-de-Careiret
Saint-Marcel-de-Careiret (okzitanisch: Sent Marcèu de Carreireta) ist eine französische Gemeinde mit 873 Einwohnern (Stand: 1. Januar 2022) im Département Gard in der Region Okzitanien. Sie gehört zum Arrondissement Nîmes und zum Kanton Pont-Saint-Esprit. Die Einwohner werden Saint-Marcellois genannt.

## Geografie
Saint-Marcel-de-Careiret liegt etwa 36 Kilometer nordnordöstlich von Nîmes und etwa 25 Kilometer westlich von Orange. Die Nachbargemeinden von Saint-Marcel-de-Careiret sind Saint-André-d’Olérargues im Norden, Sabran im Osten, Cavillargues im Südosten, Saint-Laurent-la-Vernède im Süden sowie Verfeuil im Westen und Nordwesten.

## Bevölkerungsentwicklung
| Jahr                       | 1962 | 1968 | 1975 | 1982 | 1990 | 1999 | 2006 | 2013 | 2020 |
| -------------------------- | ---- | ---- | ---- | ---- | ---- | ---- | ---- | ---- | ---- |
| Einwohner                  | 332  | 314  | 349  | 461  | 554  | 616  | 676  | 834  | 867  |
| Quellen: Cassini und INSEE |      |      |      |      |      |      |      |      |      |

## Sehenswürdigkeiten
- Kirche Saint-Marcel aus dem 18. Jahrhundert